# Шипански, Дагмар
Дагмар Элизабет Шипански (нем. Dagmar Elisabeth Schipanski; 3 сентября 1943, Зеттельштедт, Тюрингия — 7 сентября 2022) — немецкий физик, профессор электроники и политик (Христианско-демократический союз Германии).

## Биография
После окончания средней школы в 1962 году изучала прикладную физику в Техническом университете Магдебурга, в 1967 году стала дипломированным инженером, до 1985 года была ассистентом и старшим ассистентом в Техническом университете Ильменау. В 1976 году защитила диссертацию в области электроники твёрдого тела. В 1985 году она была сначала доцентом, а с 1990 года профессором в Ильменау. До 1993 года была деканом факультета электротехники и информационных технологий Технического университета, а с 1995/1996 года ректором Технического университета Ильменау. С 1996 года по 1998 год была председателем научного совета Федеральной Республики Германии.
Протестантка. Была замужем, мать троих детей. Её сын Танкред Шипански является членом Бундестага Германии с 2009 года.

## Политика
В 1999 году Дагмар Шипански, хотя она пока не принадлежала ни к одной партии, была выдвинута союзом, созданным двумя партиями — ХДС и ХСС, в качестве кандидата на должность Федерального Президента. После того как она проиграла Йоханнесу Рау, она летом того же года, в кабинете Бернхарда Фогеля, стала министром науки, исследований и искусств в Тюрингии (до 2004 г.)
В 2000 году она вступила в ХДС и до 2006 года была членом Президиума ХДС. С 2002 года по 2004 год была президентом Постоянной конференции министров по культуре. На региональных выборах 2004 года была избрана в Парламент Тюрингии и в течение этого законодательного периода занимала должность Председателя канцелярии Парламента. В ноябре 2006 года была избрана в национальный исполнительный совет ХДС. На региональных выборах в 2009 году потеряла свой мандат в Парламенте Тюрингии.

## Общественная жизнь
С 1998 года Дагмар Шипански являлась членом Совета немецкого радио MDR. С 1998 года по 2003 год она была членом Всемирной комиссии ЮНЕСКО по этике в науке и технике. С 2000 год по 2009 год Шипански была президентом немецкого Союза помощи по борьбе против рака, почётным президентом которого она являлась до конца жизни. Кроме того, с 2000 года Шипански — член Совета попечителей Германского фонда охраны памятников, начиная с 2003 года — председатель правления Фонда Леннарта Бернадотта (нем. Lennart-Bernadotte-Stiftung) и с 2005 года председатель Совета попечителей Института цифровым медиа-технологий общества Фраунгофера (нем. Fraunhofer-Instituts für Digitale Medientechnologie). Она являлась послом инициативы по новой социально-рыночной экономике и членом Президиума Фонда Оскара Патцельта (нем. Oskar-Patzelt-Stiftung). Дагмар Шипански являлась временным членом Совета Фонда Кёрбера (Körber-Stiftung). В 2005 году она покинула Совет попечителей после протестов со стороны противников курения. С 2008 года Дагмар Шипански являлась членом Совета попечителей Международного куратория фонда Мартина Лютера. С февраля 2011 года она ректор стипендиальной образовательной программы в Берлине.